# I-203
I-203 — підводний човен Імперського флоту Японії, споруджений під час Другої світової війни.
І-203 спорудили у 1945 році на верфі ВМФ у Куре. Він став одним із трьох завершених представників типу Сентака (також відомий як клас I-201), головною особливістю якого була висока швидкість підводного ходу — 19 вузлів, що потребувало гігантської акумуляторної батареї.
І-203 так і не встиг взяти участь у бойових операціях до завершення війни. У певний момент через загрозу нових повітряних ударів по головній базі японського флоту човен пройшов до Майдзуру (обернене до Японського моря узбережжя Хонсю), де він і зустрів капітуляцію Японії.
У листопаді 1945-го І-203 перевели до Сасебо (західне узбережжя острова Кюсю), а в січні — лютому 1946-го американський екіпаж перегнав корабель з Японії до Перл-Гарбору (на останній ділянці між атолом Еніветок та Гаваями І-203 вела на буксирі плавуча база підводних човнів «Юрейлі», оскільки відстань перевищувала автономну дальність човна). 21 травня 1946-го І-203 використали як ціль при випробуваннях торпед.